# Скандал вокруг педофилии в англиканской церкви
Скандал вокруг педофилии в англиканской церкви — разгоревшийся в 2012 году скандал, связанный с выявлением некоторых случаев сексуального насилия над детьми со стороны священнослужителей англиканской церкви непосредственно в Англии, а также последующий в Австралии. 

## История скандала
В 2012 году, в августе опубликовали отчет о внутреннем расследовании случаев педофилии в епархиях Чичестера и Южной Англии, . Именно в ходе расследования было отмечено, что в епархии всячески пытались сдерживать развитие раскрытия дела о педофилии. Один из епископов Притчард служил викарием епархии Бексхилл, до 2007 года, когда его арестовали в связи с обвинением в сексуальных злоупотреблениях. В следующем году епископ взял на себя вину в физическом насилии двух мальчиков и был приговорен к пяти годам тюрьмы.
Священнослужители Колин Притчард и Рой Коттон  также применяли насилие, сообщается в докладе.
В 2012 году трое бывших священнослужителей епархии получили обвинения, связанные с сексуальными преступлениями против несовершеннолетних.
77-летний Роберт Коулз, священнослужитель из Истборна, отстраненный от служения, был обвинен в 29 сексуальных преступлениях трёх несовершеннолетних мальчиков, совершённых с 1978 по 1984 год.

## Скандал в Австралии
В газете "Guardian" в 2017 году вышла публикация, где говорилось более чем об 1,1 тысячи сексуальных домогательствах по отношению к детям со стороны священнослужителей Англиканской церкви в Австралии. Сведения собраны с 1980 по 2015 год.
Данные были обнародованы Королевской комиссией по расследованию случаев, связанных с педофилией в англиканской церкви: жертвами педофилов стали 1082 детей, часть из них подвергались насилию многократно.
Преступления были совершены в 22 из 23 австралийских епархий. Причастными к преступлениям стали, по данным комиссии, 285 церковнослужителей и 247 священников.
Генеральный секретарь синода Энн Хайвуд (Anne Hywood) принесла извинения несовершеннолетним, ставшим жертвами сексуальных домогательств. Однако Хайвуд заявила, что англиканская церковь заботится больше о своей репутации, чем о детях, ставших жертвами насилия.